# Geschichte der Automobilindustrie Chinas
Diese Seite informiert über die Geschichte der Automobilindustrie Chinas.

## Periode vor der wirtschaftlichen Reform (1949–1979)

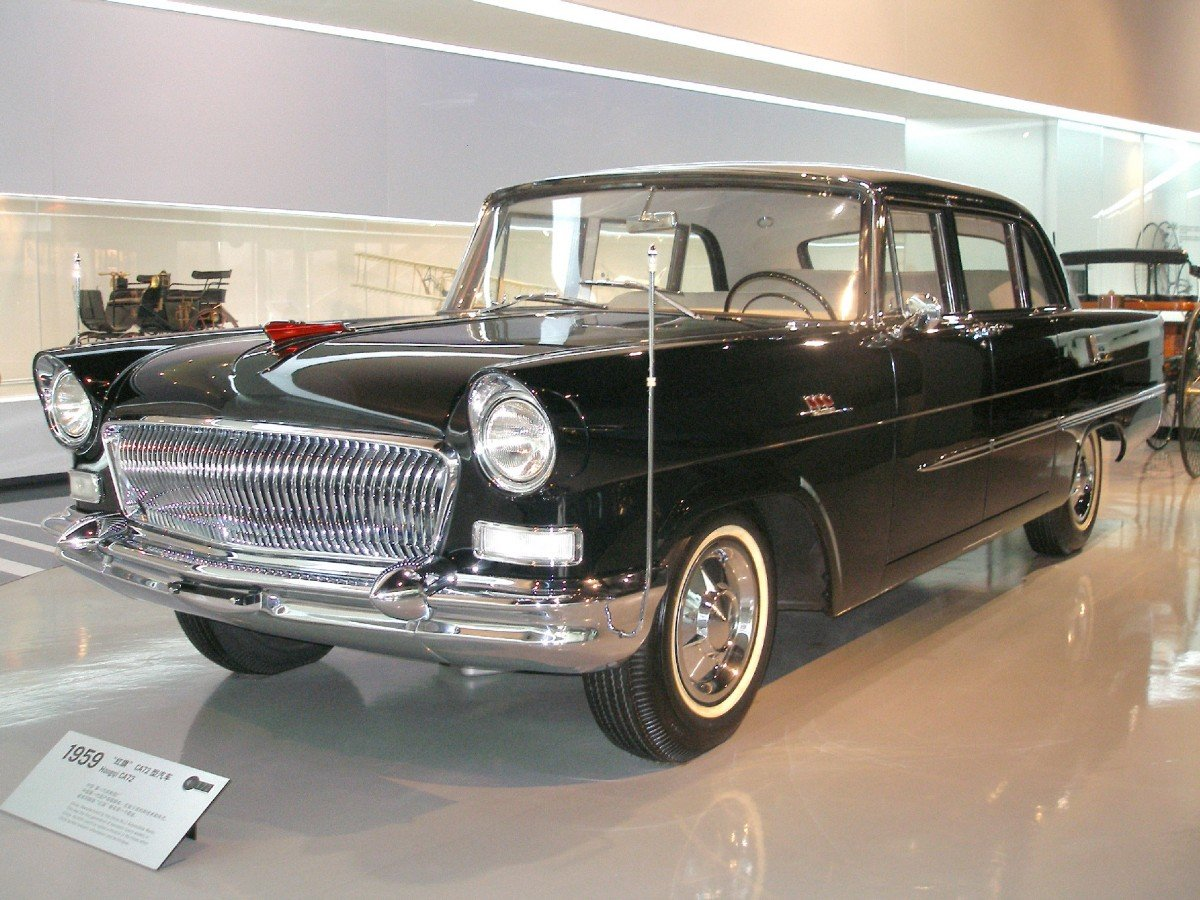
Hongqi (FAW, 1959)

Vor 1949 existierte in China keine Automobilindustrie. Die Nachfrage nach Automobilen wurde durch Import befriedigt. Seit 1949 wird die Volksrepublik China von der Kommunistischen Partei regiert. Die UdSSR unterstützte die neue chinesische Regierung in weiten Industriebereichen finanziell und technisch. Als ein wesentlicher Teil der Industrie gehörte die Autoindustrie auch zu diesem Hilfsprogramm.
Im Jahre 1956 wurde dann die China FAW Group (kurz FAW) in Changchun in der Provinz Jilin errichtet, welche zu Beginn nur Lastkraftwagen mit der Bezeichnung „Jiefang“ (deutsch: Befreiung) für China produzierte. Zwei Jahre später wurde der erste Personenkraftwagen „Hongqi“ (deutsch: Rote Fahne) von FAW hergestellt, welcher speziell für zu dieser Zeit amtierende hochrangige Persönlichkeiten der chinesischen Regierung entworfen worden war. 1958 produzierte Shanghai Automobile Assembly Plant ein Auto der Marke Phönix, und 1969 wurden die Dongfeng-Lastkraftwagen in der Second Automotive Works, der heutigen Dongfeng Motor Corporation, in Serien hergestellt.

## Periode nach der wirtschaftlichen Reform (1979)

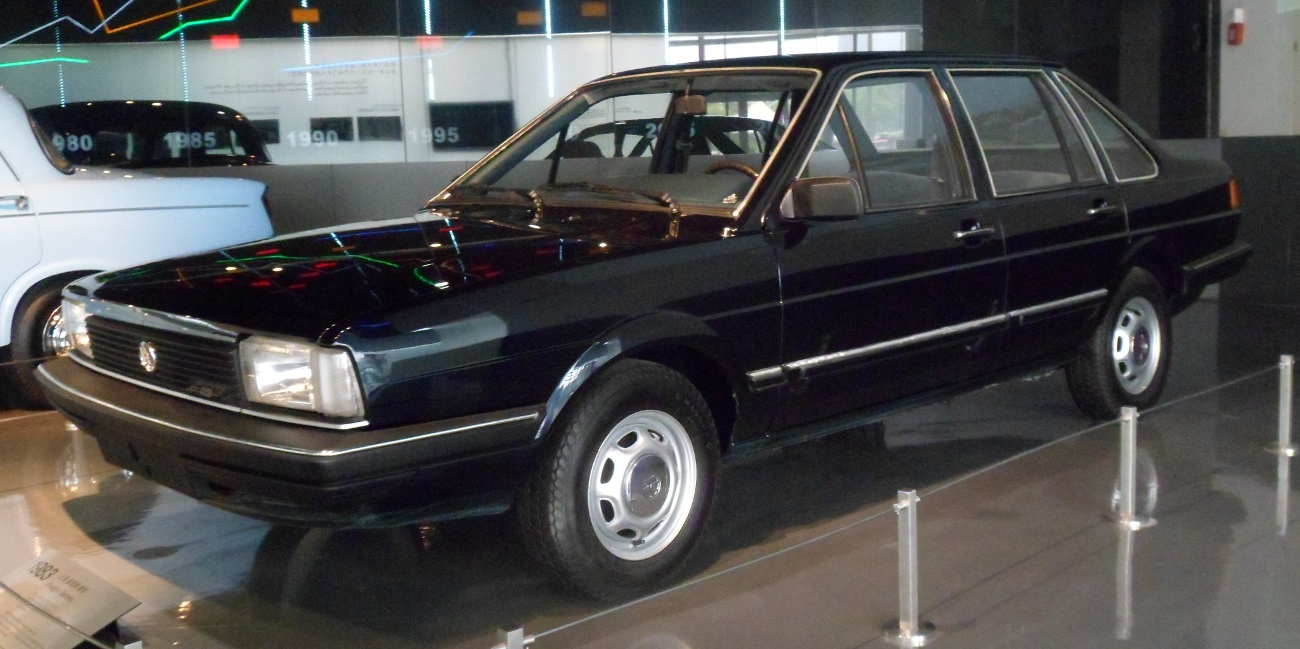
Volkswagen Santana (SVW, 1983)

Seit 1979 hat die ökonomische Reform Chinas viele Veränderungen und Chancen für die ganze Industrie gebracht. Die heimische Autoindustrie entwickelte sich seither rapid. Die Produktion wird heute nicht mehr nach Planwirtschaftsprinzipien durchgeführt, sondern orientiert sich immer mehr am aktuellen Marktbedürfnis. Die chinesische Zentralregierung erleichterte in einem ersten Schritt die Markteintrittsbedingungen in den Automobilmarkt. In Folge wurden viele neue Automobilhersteller, beispielsweise Brilliance China Automotive Holdings, BYD Auto Corporation, Geely Auto Corporation und Chery Auto Corporation, in mehreren Provinzen in China errichtet. In einem weiteren Schritt erstellte die Zentralregierung einen sogenannten Förderungsplan für die Automobilindustrie, um technologische Innovationen zu fördern und die Produktqualität der im Inland produzierten Autos zu steigern. Demzufolge ist es nun auch ausländischen Autokonzernen erlaubt, in China zu investieren und sog Joint Ventures mit chinesischen Erzeugern aufzubauen. Ein Beispiel dafür ist die erfolgreiche Kooperation zwischen dem Deutschen Autokonzern Volkswagen mit der FAW.
Der chinesische Automarkt entwickelte sich sehr schnell in den 20 Jahren zwischen Mitte der 1980er und Mitte der 2000er. 2004 wurde ein Nachfragewachstum von durchschnittlich 17 Prozent bis zum Jahr 2010 geschätzt. Mit diesem Absatzboom drängten alle große Autohersteller weltweit nach China. Folgende Tabelle zeigt die wichtigen chinesischen Autohersteller und ihre globalen Joint-Venture-Partner mit ihren Produktionsstandorten.
| Autohersteller                          | Standort                      |
| Beijing-Benz DaimlerChrysler Automotive | Peking                        |
| Beijing Hyundai Motor Company           | Peking                        |
| BMW Brilliance Automotive               | Shenyang (Provinz Liaoning)   |
| Chang’an Ford                           | Nanjing (Provinz Jiangsu)     |
| Chang’an Suzuki                         | Chongqing                     |
| Changhe Suzuki                          | Jingdezhen (Provinz Jiangxi)  |
| Dongfeng Honda Automobile               | Wuhan (Provinz Hubei)         |
| Dongfeng Nissan-Diesel                  | Hangzhou (Provinz Zhejiang)   |
| Dongfeng Peugeot Citroën Automobile     | Wuhan (Provinz Hubei)         |
| Dongfeng Yueda Kia Motors               | Yancheng (Provinz Jiangsu)    |
| FAW-Mazda                               | Changchun (Provinz Jilin)     |
| FAW Toyota                              | Changchun (Provinz Jilin)     |
| FAW-Volkswagen                          | Changchun (Provinz Jilin)     |
| GAC Fiat Chrysler Automobiles           | Changsha (Provinz Hunan)      |
| GAC Toyota Motor                        | Guangzhou (Provinz Guangdong) |
| Guangqi Honda Automobile                | Guangzhou (Provinz Guangdong) |
| Huatai-Hyundai                          | Yanbian (Provinz Jilin)       |
| Nanjing Fiat Automobile                 | Nanjing (Provinz Jiangsu)     |
| Nanjing Iveco                           | Nanjing (Provinz Jiangsu)     |
| SAIC GM Wuling                          | Shanghai                      |
| Shanghai GM                             | Shanghai                      |
| Shanghai Volkswagen                     | Shanghai                      |
| Soueast                                 | Minhou (Provinz Fujian)       |
| Tianjin FAW Toyota Motor Company        | Tianjing                      |
| Zhengzhou-Nissan                        | Zhengzhou (Provinz Henan)     |

## PKW-Absatzmenge 2009
Nach den Daten von China Association of Automobile Manufacturers wurden im Jahre 2009 2,2 Millionen Autos von einheimischen Autoherstellern produziert und verkauft; dies entspricht einer Zahl von 29,67 % der gesamten Autoabsatzmenge Chinas. Japanische, deutsche, amerikanische, koreanische und französische Automobilkonzerne produzierten und verkauften jeweils 1,85 Millionen, 1,43 Millionen, 0,97 Millionen, 0,72 Millionen und 0,27 Millionen Autos im letzten Jahr, was Marktanteilen von 24,85 %, 19,25 %, 13,01 %, 9,6 % und 3,62 % entspricht.
| Rangliste | Autohersteller                | Automodell      | Absatzmenge in Stück | Absatzpreis in Yuan* |
| 1         | BYD                           | F3              | 193.100              | 59.800–99.800        |
| 2         | Beijing Hyundai Motor Company | Elantra-Yuedong | 180.400              | 99.800–120.800       |
| 3         | Shanghai GM                   | Excelle         | 171.700              | 103.800–149.800      |
| 4         | FAW-Volkswagen                | Jetta           | 168.000              | 74.800–99.800        |
| 5         | Shanghai Volkswagen           | Santana         | 146.000              | 67.000-19.800        |
| 6         | Beijing Hyundai Motor Company | Elantra         | 129.800              | 89.800–126.800       |
| 7         | Guangqi Honda Automobile      | Accord          | 125.700              | 181.800–339.800      |
| 8         | Chery Automobile              | QQ              | 121.200              | 30.800–50.280        |
| 9         | FAW Toyota                    | Corolla         | 113.700              | 127.800–172.800      |
| 10        | GAC Toyota Motor              | Camry           | 113.300              | 189.000–219.         |

* Der Wechselkurs zwischen Euro und Yuan beträgt ca. 1 Euro = 8 Yuan

## Ab 2020
Spätestens seit 2024 gilt die chinesische Automobilindustrie als führend was die Entwicklung und Weiterentwicklung von Elektromotoren für Elektroautos betrifft. Von 2022 bis 2024 war auch der Verkaufsanteil heimischer Automarken in China von 47 % auf 67 Prozent angestiegen.
Unter den in China verkauften Elektroautos (EV) kam im Jahr 2024 jedes dritte von BYD. Weltweit machten Ende 2024 chinesische Automarken zwei Drittel des globalen EV-Markts aus. Die USA, Kanada und Europa verhängten Strafzölle gegen die günstig produzierten und vom chinesischen Staat subventionierten chinesischen E-Autos, um die heimische Autoproduktion zu schützen.